# Gyula Futó
Gyula Futó (hongarès: Futó Gyula)  (Imperi austrohongarès, 29 de desembre de 1908 - 2 d'octubre de 1977) fou un futbolista hongarès. Va formar part de l'equip hongarès a la Copa del Món de 1934 i va jugar a l'Újpest Football Club.